# Nichts passiert (Album)
Nichts passiert ist das dritte Studioalbum der deutschen Pop-Rock-Band Silbermond. Es erschien am 20. März 2009 bei Columbia Records/Sony BMG.

## Entstehung
Die Aufnahmen zu dem neuen Album begannen Mitte 2008. Während dieser Zeit arbeitete Silbermond außerdem noch mit Udo Lindenberg an dessen Album Stark wie zwei, in dem sie zusammen mit ihm das Lied Der Deal aufnahmen. Des Weiteren nahmen sie zusammen mit dem Rapper Curse den Song Bis zum Schluss auf, der Platz sieben in den deutschen Singlecharts erreichen konnte.
Ebenso wie bei Laut gedacht wurden wieder Ingo Politz und Bernd Wendlandt als Produzenten eingesetzt. Hinzu kam Thomas Stolle.
Für das Album konnten mit Xavier Naidoo (beim Song Sehn wir uns wieder) und Jan Delay (beim Song Nicht Mein Problem) zwei prominente Gastmusiker gewonnen werden.
Am 20. Februar 2009 erschien vorab die Single Irgendwas bleibt. Die Single stieg in Deutschland, Österreich und der Schweiz auf Platz 1 der jeweiligen Single-Charts ein.
Das Album selber erschien am 20. März 2009 und verkaufte sich in Deutschland alleine in den ersten zwei Wochen über 100.000 Mal.

## Titelliste
1. Alles Gute – 3:53
2. Nichts passiert – 4:01
3. Ich bereue nichts – 3:11
4. Irgendwas bleibt – 3:12
5. Tanz aus der Reihe – 2:37
6. Krieger des Lichts – 3:45
7. Nicht mein Problem – 3:51
8. Keine Angst – 4:43
9. Die Liebe lässt mich nicht – 3:52
10. Nichts mehr – 5:33
11. Nach Haus – 3:26
12. Bist Du dabei – 3:50
13. Weg für immer – 3:27
14. Sehn wir uns wieder – 5:07

## Rezeption

### Kritiken
Die Meinung von Kritikern fiel unterschiedlich aus.
Eberhard Dobler vergibt auf laut.de 2 von 5 Sternen und nennt die musikalische Palette aus sattem Mainstreamrock und Pop mit viel Gefühl für einen Kritiker problematisch. Trotzdem lobt er auch die Leistung der Band. Den Song Nicht mein Problem bezeichnet er allerdings als lächerlich.
Dennis Drögemüller vergibt auf plattentests.de 2 von 10 Punkte und sagt, dass auf Nichts passiert wirklich nichts passiert. Weiter schreibt er, dass eine quälende, zähe Leere die 14 Songs auszeichne.
Das naturgemäß Neuerscheinungen positiv vorstellende Branchenmagazin MusikWoche hob die Experimentierfreudigkeit hervor, weshalb Silbermond nie zuvor „spannender als in Stücken wie Nicht mein Problem […] oder Tanz aus der Reihe“ klinge.
Kai-Uwe Weser lobt das Album auf motor.de und schreibt, dass die Stärken des Albums die neuen Sounds und die überwiegend authentischen Texte sind.

### Auszeichnungen
- ECHO
  - 2011: Radio ECHO für Krieger des Lichts[12]
- Comet
  - 2010: Bestes Video für Krieger des Lichts[13]

## Kommerzieller Erfolg

### Chartplatzierungen
| ChartsChartplatzierungen | Höchstplatzierung | Wochen |
| ------------------------ | ----------------- | ------ |
| Deutschland (GfK)        | 1 (71 Wo.)        | 71     |
| Österreich (Ö3)          | 1 (46 Wo.)        | 46     |
| Schweiz (IFPI)           | 1 (29 Wo.)        | 29     |

| ChartsJahrescharts (2009) | Platzierung |
| ------------------------- | ----------- |
| Deutschland (GfK)         | 3           |
| Österreich (Ö3)           | 18          |
| Schweiz (IFPI)            | 24          |

| ChartsJahrescharts (2010) | Platzierung |
| ------------------------- | ----------- |
| Deutschland (GfK)         | 73          |

### Auszeichnungen für Musikverkäufe
| Land/Region        | Auszeichnungen für Musikverkäufe (Land/Region, Auszeichnung, Verkäufe) | Verkäufe |
| ------------------ | ---------------------------------------------------------------------- | -------- |
| Deutschland (BVMI) | 7× Gold                                                                | 700.000  |
| Österreich (IFPI)  | Platin                                                                 | 20.000   |
| Schweiz (IFPI)     | Platin                                                                 | 30.000   |
| Insgesamt          | 1× Gold · 3× Platin ·                                                  | 750.000  |